# Куп европских изазивача у рагбију 2003/04.
Куп европских изазивача у рагбију 2003/04. (службени назив: 2003–04 European Rugby Challenge Cup) је било 8. издање овог другог по квалитету, европског клупског рагби такмичења. 
Учествовало је 28 рагби тимова из Европе, а на крају су Харлеквинси освојили титулу, пошто су у финалу у Редингу савладали Клермон.

## 1. коло
Прве утакмице
Ротерам - Нарбон 10-17
Леонеса - Монтфранд 0-55
Ваљадолид - Њукасл 10-71
Рома - Сараценс 13-45
Гран Парма - Гренобл 10-35
Лаквила - Бат 11-75
Ровиго - Кастр 14-53
Коломије - Петрарка Падова 37-12
Монпеље - Глазгов 11-30
Брив - Виадана 39-3
Ел Салвадор - Харлеквинс 18-31
Монтаубан - Лондон ајриш 30-26
Овермах Парма - По 28-33
Безије - Конот 10-18
Друге утакмице
Глазгов - Монпеље 38-13
Нарбон - Ротерам 35-13
Конот - Безије 11-13
Бат - Лаквила 50-0
Харлеквинс - Ел Салвадор 63-3
Петрарка Падова - Коломије 20-38
Клермон - Леонеса 58-3
Кастр - Ровиго 75-10
По - Овермах 25-6
Гренобл - Гран Парма 41-6
Њукасл - Ваљадолид 66-27
Виадана - Брив 38-22
Лондон ајриш - Монтаубан 36-24
Сараценс - Рома 82-5 

## 2. коло
Прве утакмице
Конот - По 29-7
Монтаубан - Харлеквинс 8-43
Њукасл - Клермон 10-3
Брив - Кастр 30-17
Коломије - Бат 25-32
Гренобл - Безије 15-19
Лондон ајриш - Нарбон 20-13
Сараценс - Глазгов 37-6
Друге утакмице
Глазгов - Сараценс 33-5
Бат - Коломије 26-17
Харлеквинс - Монтаубан 36-17
По - Конот 10-6
Безије - Конот 24-8
Клермон - Њукасл 25-13
Кастр - Брив 31-28

## Четвртфинале
Прве утакмице
Харлеквинс - Брив 41-8
Безије - Бат 24-19
Нарбон - Конот 18-27
Клермон - Сараценс 26-10
Друге утакмице
Конот - Нарбон 16-10
Бат - Безије 26-7
Брив - Харлеквинс 36-20
Сараценс - Клермон 18-14

## Полуфинале
Прве утакмице
Бат - Клермон 29-15
Харлеквинс - Конот 31-22
Друге утакмице
Клермон - Бат 38-22
Конот - Харлеквинс 23-18

## Финале
| Клермон | 26 - 27 | Харлеквинс |
| ------- | ------- | ---------- |
|         |         |            |

| Победник Челинџ купа у рагбију 2004. |
| ------------------------------------ |
| Харлеквинс 2. титула                 |

## Статистика
Највише поена
- Оли Баркли 120, Бат

Највише есеја
- Сајмон Данијели 6, Бат